# 적형법
적형법(번역에 있어 '적대형법'이라고도 한다). 적형법(Feindstrafrecht)은 1985년에 귄터 야콥스에 의해 제안된 형법에서의 개념이며, 지배층으로부터 사회 또는 국가의 적으로 인정되어 사회의 법의 외부에 있게 되는 사람들에 대하여 적용되는 특별형법을 가리킨다.
적형법은 이러한 사람들에게 시민권 부여를 거부하고 모든 수단으로 이들과 투쟁한다. 그리하여 적형법은 종래의 전통적인 의미의 형법이 아니라, 위험의 방지를 위한 법치국가적 구속으로부터 자유로운 도구를 의미한다.
이 개념은 독일 본 대학교의 형법, 법철학 교수인 귄터 야콥스의 입론으로부터 제안되어 나왔다.